# Бритай (село)
Брита́й (укр. Бритай) — село,
Садовский сельский совет,
Лозовский район,
Харьковская область, Украина.
Код КОАТУУ — 6323986003. Население по переписи 2001 года составляет 201 (102/99 м/ж) человек.

## Географическое положение
Село Бритай находится на левом берегу реки Бритай,
выше по течению на расстоянии в 1 км расположено село Ивановка,
ниже по течению примыкает село Риздвянка,
на противоположном берегу — село Садовое.
Рядом проходит автомобильная дорога Т-2109.

## История
- 1864 — дата основания.